# (1170) Shiva
(1170) Shiva, internationalement (1170) Siva, est un astéroïde aréocroiseur découvert le 29 septembre 1930 par l'astronome belge Eugène Joseph Delporte à l'observatoire royal de Belgique situé près d'Uccle. Sa désignation provisoire était 1930 SQ.
Il tire son nom du dieu hindou Shiva.